# Neues Theater Höchst

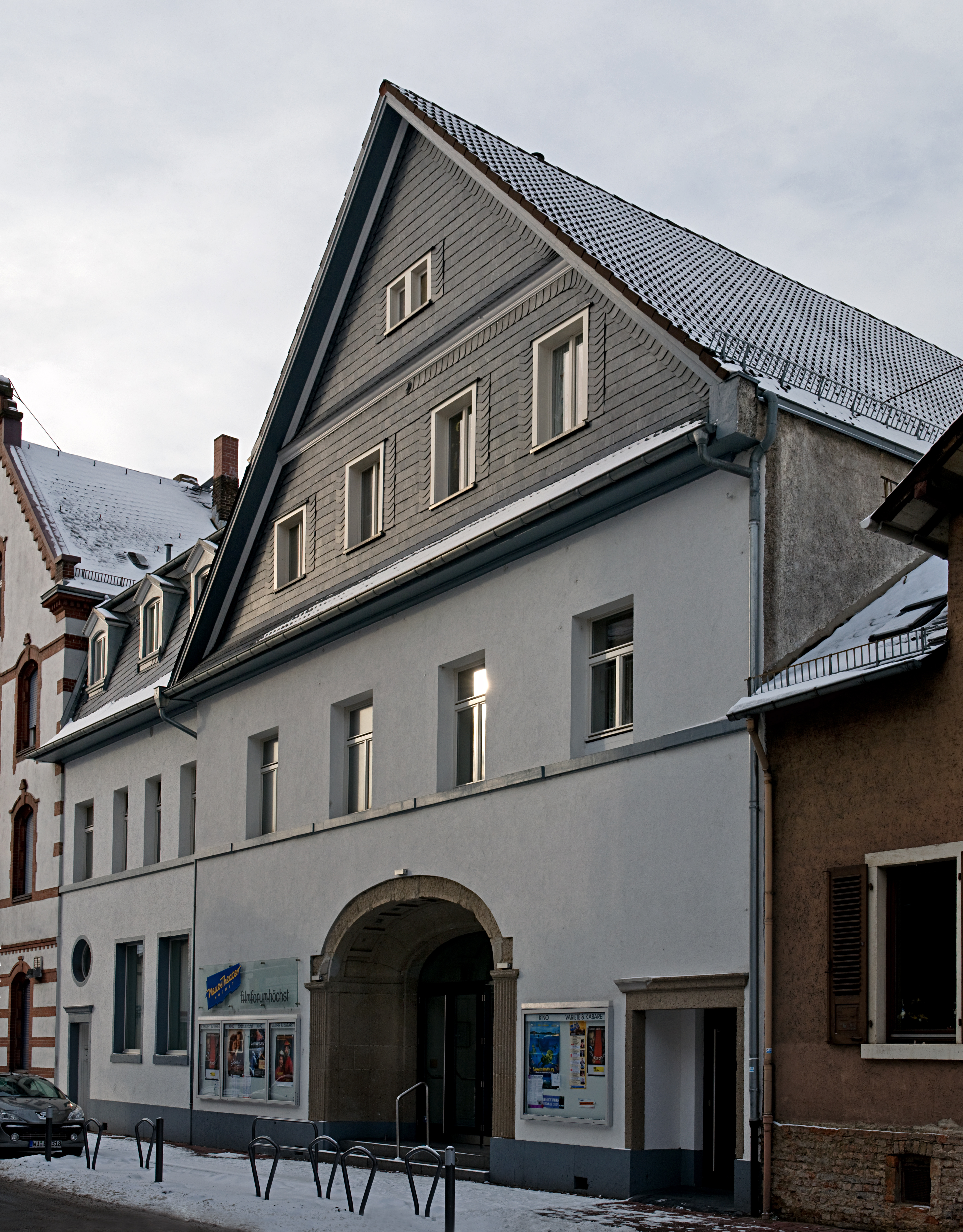
Neues Theater Höchst

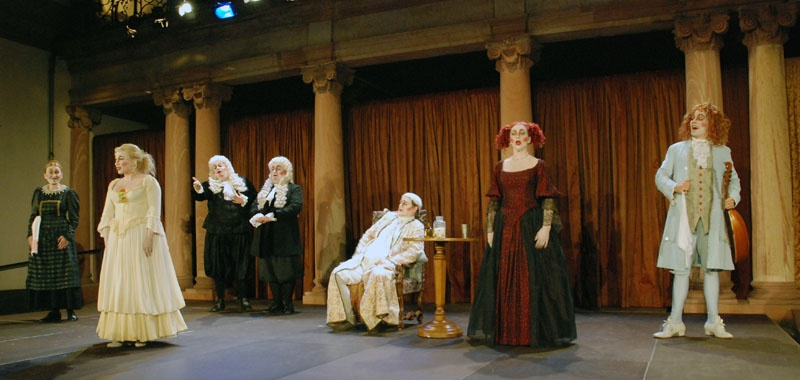
Barock am Main, Aufführung des Stücks „Der eingebildet' Kranke“ im Sommer 2008

Das Neue Theater Höchst ist eine 1987 gegründete Kleinkunstbühne im Frankfurter Stadtteil Höchst.
Das Theater hat seinen Sitz in einem ehemaligen Kinosaal in der Emmerich-Josef-Straße. Im 1. Stock befindet sich der Kinosaal des Filmforums Höchst.
Träger des Neuen Theaters Höchst ist der Bund für Volksbildung Frankfurt am Main Höchst.

## Aktivitäten
Im Programm treten Künstler und Gruppen, vornehmlich aus den Bereichen Kabarett, Comedy und Musical, für jeweils einen bis mehrere Tage auf. Zweimal jährlich inszeniert das Theater zudem ein jeweils vierwöchiges Varieté-Programm. Das Neue Theater Höchst bot somit ein solches Programm in Frankfurt am Main bereits ein Jahr vor dem Start des Tigerpalastes an. Im Jahr 2024 hat Maik M. Paulsen die künstlerische Projektleitung für die Varietéshows im Neuen Theater Höchst übernommen.
Darüber hinaus gibt es Aufführungen für Kinder, vor allem als Puppentheater, Künstlerlesungen und Ausstellungen bildender Künstler. Seit 2004 richtet das Neue Theater das spätsommerliche Theaterfestival Barock am Main im Garten des Bolongaropalastes aus.

## Filmforum Höchst
Das Filmforum Höchst ist ein dem Theater angeschlossenes Programmkino der Volkshochschule Frankfurt am Main. Hier werden im Rahmen des Filmprogramms der VHS insbesondere Filme von Regisseuren aus Nord- und Lateinamerika, Afrika und Asien als untertitelte Originalversionen gezeigt. Das Filmforum Höchst wurde für seine Arbeit schon mehrmals mit dem Hessischen Filmkunst-Preis ausgezeichnet.